# 파쿠카리스
파쿠카리스(학명: Pakucaris apatis 파쿠카리스 아파티스[*])는 캐나다 브리티시 컬럼비아주 버지스 셰일의 마블 협곡 산지에서 발견된 이매갑류 절지동물의 하나로 파쿠카리스속의 모식종이자 유일한 종이다.

## 발견 및 명칭
2012년과 2016년 사이에 마블 협곡 산지에서 파쿠카리스의 화석표본 첫 7점이 발견되었으며, 마지막 표본이 2018년 토쿰 지류(Tokumm Creek)에서 발견되었다. 여덟 번째 표본은 다른 지역에서 발견되었지만 완모식표본보다는 다른 표본과 더 많은 닮은 점들을 가지고 있어 파쿠카리스인 것으로 추정된다.
속명 파쿠카리스는 팩맨의 어원이며 일본어로 '뻐끔뻐끔'을 뜻하는 의성어 파크파크(ぱくぱく)와 라틴어로 '게' 또는 '새우'를 뜻하는 카리스(caris)의 합성어이다. 종소명 아파티스는 그리스 신화에서 나오는 속임수의 여신 아파테(Apate)에서 왔으며 우지동물의 것과 놀랍도록 닮은 배끝마디에서 기인한 것이다.

## 특징
다른 구성종들과는 달리 후방의 마디가 우지동물 같은 다른 절지동물에게서 보이는 별도의 배끝마디 방패로 덮여있다. 표본의 평균 몸 길이는 11.65~26.6mm 사이이다. 이매등갑은 몸 전체의 80%를 뒤덮고 있으며 배끝마디는 나머지 20%를 덮고 있다. 머리는 앞아랫면으로 마주보고 있는 한 쌍의 중간 크기의 눈이 짧은 눈자루에 달려 있으며, 이를 따라 세 쌍의 머리다리가 연달아 달린다. 가슴은 표본에 따라 30~35 또는 70~80마디로 구성되는 한편, 배끝마디는 11~13 또는 20마디로 구성된다. 가슴 및 배끝마디마다 이분지가 한 쌍씩 달리는데, 20~21개의 가락마디로 나눠진 실 모양의 안다리와 노모양의 겉다리로 이루어져 있다.

## 생태
저영성(해저면 가까이에서 활발히 유영하는 특성)이었을 것으로 보이며 다리를 사용해 해저면의 먹이 입자들을 긁어내거나 걸러내어 먹이를 잡아챈 채 입으로 옮겨서 섭취하는 선택적 현탁 섭식자였을 가능성이 있다.